# Brian Druker
Brian Jay Druker (St. Louis (Missouri), 30 de abril de 1955) é um médico e pesquisador do câncer estadunidense. Conhecido principalmente pelo seu trabalho com o tratamento da leucemia mieloide crônica com imatinib.

## Condecorações
- Prêmio Robert Koch 2005
- Prêmio Lasker-DeBakey de Pesquisa Médico-Clínica 2009
- Prêmio Japão 2012
- Prêmio Dickson de Medicina 2012
- Membro da Academia de Artes e Ciências dos Estados Unidos
- Prêmio Centro Médico Albany 2013